# Червоний Ташлик
Червóний Ташлик (історична назва — Чорний Ташлик) — село в Україні, у Рівнянській сільській громаді Новоукраїнського району Кіровоградської області. Населення становить 23 осіб. Орган місцевого самоврядування — Рівнянська сільська рада.

## Населення
Згідно з переписом УРСР 1989 року чисельність наявного населення села становила 19 осіб, з яких 11 чоловіків та 8 жінок.
За переписом населення України 2001 року в селі мешкали 23 особи.

### Мова
Розподіл населення за рідною мовою за даними перепису 2001 року:
| Мова       | Відсоток |
| ---------- | -------- |
| українська | 73,91 %  |
| молдовська | 26,09 %  |